# Rowlandius martinezi
Espèce
Rowlandius martinezi est une espèce de schizomides de la famille des Hubbardiidae.

## Distribution
Cette espèce est endémique de la province de Sancti Spíritus à Cuba. Elle se rencontre vers Trinidad dans l'Escambray.

## Description
Le mâle holotype mesure 3,89 mm.

## Étymologie
Cette espèce est nommée en l'honneur de Carlos Martínez.

## Publication originale
- Teruel, 2012 : Un nuevo Rowlandius Reddell & Cokendolpher 1995 del macizo de Guamuhaya, Cuba central (Schizomida:Hubbardiidae). Revista Iberica de Aracnologia, vol. 21, p. 61-64 (texte intégral).